# Бурят-Монгольська автономна область
Бурят-Монгольська автономна область — адміністративно-територіальна одиниця ДСР з 27 квітня 1921, та з 15 листопада 1922 — Далекосхідної області РРФСР. Столиця автономної області — місто Чита. Скасована 30 травня 1923.

## Історія
Утворена 27 квітня 1921 з частин Прибайкальської і Забайкальської областей Далекосхідної республіки.
Область мала поділ на 4 аймака: Агінський, Баргузинський, Хоринський і Чикойський, які не мали між собою спільних кордонів.
У травні 1923 Бурят-Монгольська АО разом з Монголо-Бурятською АО були об'єднані в одну Бурят-Монгольську АРСР з центром у Верхньоудинську (з 1934 — Улан-Уде).